# 박지윤 (성우)
박지윤(朴志胤, 1978년 4월 17일 ~ )은 대한민국의 성우, 배우이다. 아버지는 배우 박용식이며, 남편은 같은 KBS 소속의 32기 공채 성우 정형석이다.

## 학력
- 성신여자대학교 성악과 (학사)

## 출연 작품
굵은 글씨는 메인 캐릭터.

### TV 애니메이션
- 아이 엠 스타!(투니버스) - 세라
- 정글에서 살아남기 - 찬비
- 간츠(애니박스) - 소녀, 요시노, 천수관음, 어린 카토, 카토 사촌, 료타
- 갓슈벨 (애니원) - 긍긍선생님
- 검정고무신 (4기) (KBS) - 이기영
- 고스트 메신저 (OVA) - 마고할미
- 꼬마과학자 시드 (KBS) - 엘라
- 꼬마신선 타오 (KBS) - 홀펭, 도도
- 닌자고 (니켈로디언) - 니야
- 디그레이맨 (애니맥스)
- 디지몬 크로스워즈 (대원방송) - 챠크몬
- 딸기가 좋아 (KBS) - 딸기
- 하나마루 유치원 (투니버스) - 쿠사노
- 암살교실 (디즈니 채널) - 이리나 옐라비치
- 라라의 스타일기 (KBS) - 오은찬
- 러키☆스타 (애니박스) - 나루미 유이, 미네기시 아야노
- 아라카와 언더 더 브리지 (KBS) - 니노
- 남자 고교생의 일상 (애니박스) - 담임
- 레이튼 교수와 영원한 디바 (디즈니 채널) - 제니스
- 로봇 찌빠 (KBS) - 유라, 촉새
- 리틀 아인슈타인 (EBS) - 애니의 노래
- 마이 리틀 포니 (투니버스) - 트와일라잇 스파클
  - 마이 리틀 포니: 이퀘스트리아 걸스 스페셜 - 사이트와이
  - 마이 리틀 포니: 이퀘스트리아 걸스 - 사라진 우정
  - 마이 리틀 포니: 이퀘스트리아 걸스 - 우정의 롤러코스터
  - 마이 리틀 포니: 이퀘스트리아 걸스 - 엉망진창 봄방학
  - 마이 리틀 포니: 이퀘스트리아 걸스 - 명절 이야기 모음
  - 마이 리틀 포니: 레인보우 로드트립
  - 마이 리틀 포니: 최고로 멋진 선물
- 명탐정 코난 18기 (투니버스) - 하지우, 채리사
- 멋진 탐정 라비린스 (애니맥스) - 코카 라쿠타, 미에노 하츠미
- 버블버블 인어친구들 (니켈로디언) - 몰리
- 블랙잭 (애니박스) - 카렌, 로렌스
- 소녀왕국 표류기 (애니맥스) - 치카게
- 세미와 매직큐브 (EBS) - 세미
- 얼렁뚱땅 몬스터 사냥꾼 (카툰네트워크) - 맷
- 엘리먼트 헌터 (KBS) - 유노
- 엘 티그레 : 매니 리베라의 모험 (닉 코리아) - 프라다 수아레즈
- 외계인 붐 (MBC)
- 위스컬 삐요 (투니버스) - 엄마
- 이기 알버클 (카툰 네트워크) - 줄
- 잭과 콩나무, 집없는 곰 텐저린 (애니박스) - 엄마
- 지구로 (애니맥스) - 스웨나, 니나, 루리, 토니, 소년
- 출발! 모나리자호 미술탐험대 (KBS) - 클레오
- 클라나드 (애니박스) - 스기사카
- 클로이의 요술옷장 (EBS) - 클로이(성인)
- 펌프킨 시저스 (애니맥스) - 스텟킨
- 프리큐어 Splash Star (애니원) - 김미라, 백청명
- 피니와 퍼브 (디즈니 채널) - 캔디스 플린
  - 마일로 머피의 법칙 (디즈니 채널) - 캔디스 플린
- 피들리 팜 (KBS) - 그린 선생님
- 반짝반짝 캐치! 티니핑 - 조아핑
- 퍼피 구조대 - 스카이
- 헬싱 OVA (애니박스) - 립 판 윙클 중위
- 흑신 (애니박스) - 마유
- 하이호! 일곱난쟁이 (디즈니 채널) - 힐디 글룸
- 골디와 곰돌이 - 골디
- 라푼젤 시리즈 - 라푼젤
- 명탐정코난 18기 - 채리사
- 유미의 세포들 (tvN) - 유미의 감성세포
- 디지몬 어드벤처:(대원방송) - 팔몬, 니드몬, 릴리몬, 폰쵸몬

### 극장용 애니메이션
- 극장판 검정고무신 : 즐거운 나의 집 (극장) - 기영
- 공주와 개구리 (극장) - 샬롯
- 겨울왕국 (극장) - 안나
- 알라딘 - (자스민 공주)
- 넛잡: 땅콩 도둑들 (극장) - 앤디
- 드래곤 헌터 (극장) - 조이
- 더 퍼스트 슬램덩크 (극장) - 채소연
- 라푼젤 (극장) - 라푼젤
- 레고 무비 (극장) - 유니키티
- 로덴시아: 마법왕국의 전설 (극장) - 브리
- 로망은 없다 (극장) - 73801에서이동
- 링스 어드벤처 (극장) - 아스타르트
- 어네스트와 셀레스틴 (극장) - 셀레스틴
- 유니코 (애니박스) - 해설(노래)
- 잃어버린 마법의 섬 (투니버스) - 하루카
- 춤추는 꿈틀이 밴드 (극장) - 글로리아
- 화이트 고릴라 (극장) - 폴라, 키도
- 고스트 메신저 (극장) - 마고할미
- 포켓몬스터AG - 아름다운 소원의 별 지라치 (극장) - 다이안
- 피니와 퍼브 무비: 2차원을 넘어서 (디즈니채널) - 캔디스/2차원 캔디스
  - 피니와 퍼브 무비: 캔디스, 우주에 맞서다 (디즈니+) - 캔디스
- 유고와 라라: 신비의 숲 어드벤처 (극장) - 라라
- 유미의 세포들 더 무비 (극장) - 감성세포
- 눈의 여왕 2: 트롤의 마법거울 (극장) - 겔다
- 오즈의 마법사: 돌아온 도로시 (극장) - 도로시
- 매지컬: 공주를 웃겨라 - 리아 역
- 너의 이름은. (극장) - 나토리 사야카 역
- 주먹왕 랄프 2: 인터넷 속으로 (극장) - 라푼젤, 안나 역
- 마이 리틀 포니: 더 무비 - 트와일라잇 스파클
- 마이 리틀 포니: 이퀘스트리아 걸스 - 트와일라잇 스파클, 사이트와이, 미드나잇 스파클
  - 마이 리틀 포니: 이퀘스트리아 걸스 - 레인보우 락
  - 마이 리틀 포니: 이퀘스트리아 걸스 - 우정 게임
  - 마이 리틀 포니: 이퀘스트리아 걸스 - 에버프리의 전설
- 매지컬: 공주를 웃겨라 - 리아
- 퍼피 구조대 더 무비 - 스카이
  - 퍼피 구조대: 더 마이티 무비 - 스카이
- 어메이징 모리스
- 럭 - 샘 그린필드
- 창가의 토토 - 토토

### 특수 촬영 드라마
- 가면라이더 가부토 (대원방송)
- 파워레인저 엔진포스 (대원방송) - 써니 / 엔진 엘로 (아이자와 리나), 베아르V

### 외화

#### 드라마
- 닥터 후 시즌 4 (KBS) - 제니 (조지아 모펫)
- 아이칼리 (니켈로디언) - 칼리 셰이 (미란다 코스그로브)
- 장미가 없는 꽃집 (JTBC) - 시오미 시즈쿠 (야기 유키)
- 콜드 케이스 (KBS) - 그웬 (제이미 앤 앨먼)
- 폴링 스카이(KBS) - 메건(니암 윌슨) / 테사(사라 스턴트)

#### 영화
- 그레이시 스토리 (KBS) - 다니엘 (트레버 하인즈)
- 나의 그리스식 웨딩 2 (KBS) - 페리스(엘레나 캠푸리스)
- 노트북 (KBS) - 앨리 (레이철 매캐덤스)
- 뉴욕 아이 러브 유 (KBS) - 카밀 (크리스티나 리치) / 몰리(레이철 빌슨) / 여자 아이(테일러 기어) / 중국인 여자(서기)
- 덤 앤 더머(KBS) - J.P. 쉐이(카렌 더피)
- 도로시 (KBS) - 메리 (샬린 매케나)
- 라이온 킹 - 날라 (비욘세)
- 레터스 투 줄리엣 (KBS) - 소피 (어맨다 사이프리드)
- 마이 러브 (KBS) - 카롤 (클라라 라고)
- 맘마미아 (KBS) - 소피 (어맨다 사이프리드)
- 무파사: 라이온 킹 - 날라 (비욘세)
- 뮬란 - 뮬란의 동생(증효동)
- 블랙 벌룬 (KBS) - 여학생(엘리 메이 패터슨)
- 센스 앤 센서빌리티 (KBS) - 루시 스틸 (이모겐 스터브스)
- 스테이트 오브 플레이 (KBS) - 델라 프라이 (레이첼 매캐덤스)
- 슬럼독 밀리어네어 - 소녀 라티카 (탄비 가네시 론카)
- 신데렐라 - 신데렐라(릴리 제임스)
- 어거스트 러시 (KBS) - 여자아이(메건 갈라퍼)
- 업보 (KBS)
- 윌리엄과 케이트의 러브스토리 (KBS) - 케이트 (카밀라 미들턴)
- 음모자 (KBS) - 애나 서랏 (에번 레이철 우드)
- 오만과 편견 (KBS) - 리디아 베넷 (지나 말론)
- 오즈: 그레이트 앤드 파워풀(KBS) - 도자기 인형 / 휠체어 소녀(조이 킹)
- 와즈다 (KBS) - 와즈다 (와드 모하메드)
- 킬러들의 도시 (KBS) - 클로이 (클레멘스 포시)
- 킹스 스피치 (KBS) - 엘리자베스 공주 (프레야 윌슨) / 앤서니 로그(벤 웜셋) / 윌리(제이크 해서웨이)
- 젤리피쉬 (KBS) - 케렌 (노아 크놀러)
- 진주 귀걸이를 한 소녀 (KBS) - 코닐리아(알라키나 만)
- 청설 (KBS) - 양양 (천이한)
- 파르나서스 박사의 상상극장 (KBS) - 발렌티나 (릴리 콜)
- 퍼햅스 러브 (KBS) - 배우(양재미) / 영화 제작진
- 후크(KBS) - 매기(엠버 스콧)
- 조조: 황제의 반란 (KBS) - 초선 / 영저 (유역비)
- 패딩턴 (KBS) - 주디 (매들린 해리스)

### 내레이션
교양/다큐멘터리
- 감성다큐 미지수 (KBS)
- 감성매거진 행복한 오후 (KBS)
- 도전 디미방 (KBS)
- 세상사는 이야기 (KBS)

### CM
- LG유플러스 tvG 4개채널동시시청, LTE 신개념데이터백 외
- 남양유업 떠먹는불가리스 프리미엄
- 도미노 피자 히든 엣지피자
- 동아오츠카 포카리 스웨트 밸런스
- 레고코리아 레고프렌즈 주말캠프
- 롯데제과 비밀 런칭
- 롯데칠성음료 아이시스 8.0
- 립톤 티앤허니
- 슈팅어택
- 스킨푸드 고대미 피부, 백금포도셀, 블랙슈가 퍼펙트 첫세럼 외
- 엔제리너스 커피 엔제린스노우
- 포스코 경주 최부자종가
- 필립스 에어프라이어

### 게임
- 스타크래프트 II: 군단의 심장 - 이즈샤(Izsha)
- 오버히트 - 하루
- 던전앤파이터 - 아이리스 포춘싱어
- 쿠키런: 킹덤 - 파르페맛 쿠키
- 원신 - 라이덴 쇼군
- 붕괴: 스타레일 - 아케론
- 림버스컴퍼니 - 파우스트

### 노래
- 갓슈벨 2기 (애니원) - 전전긍긍
- 겨울왕국 - 같이 눈사람 만들래?, 사랑은 열린 문, 태어나서 처음으로, 태어나서 처음으로 리프라이즈 (영화 겨울왕국 OST (한국어 더빙 버전), 유니버설 뮤직 배급, 2014년 2월 24일 발매)
- 꼬마신선 타오 엔딩 (KBS)
- 달의 신나는 우주여행 (KBS)
- 딸기가 좋아 엔딩 (KBS) - 마법의 씨앗
- 라라의☆스타일기 (KBS) - 사랑의 마법, 우리는
- 라푼젤 - The Tear Heals, Healing Incantation
- 쥬얼펫 트윙클 엔딩 (대교방송)
- 파워레인저 엔진포스 (대원방송) - G3 프린세스
- 피니와 퍼브 (디즈니 채널) - 기치기치 구, 엄마 사랑해요, 혼났어
- 겨울왕국 2 - 변치 않는 건, 해야할일
- 쿠키런 킹덤 - 토핑은 필요 없어

### 영화
- 약장수 (2015년) - 라디오 목소리 역(우정출연)
- 베테랑 (2015년) - 뉴스 기자 목소리 역
- 여중생A (2018년) - 계임세계 - 희나 역
- 상전이 (2024년) - 주인공 역

## 출연

### TV
- 좋은 아침 (SBS)
- 토요특집 출발! 모닝와이드 (SBS)
- 한밤의 TV 연예 (SBS)
- 노래싸움 - 승부 (KBS2) - 2017년 3월 17일, 24일 방송분
- 미스터리 음악쇼 복면가왕 (MBC) - 2018년 3월 18일, 25일 방송분 (노래하는 상암동 엠마스톤 라라랜드 - 가왕전 진출 <우승>)
- 장윤정의 도장깨기 (2021) - 우승

### 라디오
- 조정치와 하림의 두시 (KBS Cool FM) - 게스트

- 김영철의 파워FM 월요일 고정게스트(SBS Power FM 수도권 107.7Mhz)

## 수상 경력
- 2006년 KBS 성우 연기대상 신인 연기상
- 2025년 IndieFEST film award Narration/Voice-over talent[1]